# Podlysecká brázda
Podlysecká brázda je geomorfologický podcelek Javoria. 

## Vymezení
Podcelek zabírá střední část Javoria a rozděluje ho na dvě části. Severozápadně leží Lomnianska vrchovina, jihovýchodně Javorianska hornatina. Severním směrem navazuje Zvolenská kotlina a její podcelky Rohy a Slatinská kotlina a na jihovýchodním okraji sousedí pohoří Ostrôžky.

## Turistika
Javorie patří mezi méně turisticky navštěvovaná pohoří, Podlysecká brázda však láká zejména cyklisty. Územím, které je charakteristické lázeňským osídlením, vede i několik značených turistických chodníků.